# Budějovická (stanice metra)
Budějovická (zkratka BD) je stanice metra v Praze. Nachází se na trase C, na úseku I.C v Praze 4. Byla otevřena jako jedna z prvních 9. května 1974. Uvažovalo se i o názvu Budějovické náměstí. Jmenuje se po městě Českých Budějovicích.

## Charakteristika
Stanice se nachází pod Budějovickým náměstím, u DBK Budějovická. Je hloubená, stavěná v otevřené jámě. Dlouhá je 286 m, hluboko je 9 metrů a široká je 10,2 m. Nástupiště není podpíráno sloupy, je 3,15 m vysoké. Ze stanice vedou dva výstupy – východní s dvěma eskalátory vedoucí do otevřené pasáže, a západní, spojený s nástupištěm pevným schodištěm a výstupem na ulici Olbrachtovu. Je zde také výtah pro imobilní osoby. Stanice je obložena velkými mramorovými deskami, jak to bylo na úseku I.C zvykem, poprvé v metru tzv. suchou metodou.

## Historie
Výstavba stanice v první polovině 70. let si vyžádala 140,2 milionů Kčs a podílely se na ní i společnosti z Českých Budějovic. Stanice byla zakládána ve svahované stavební jámě, vytěžilo se 150 000 m³ hornin. Bednění stanice bylo podepřeno posuvným trubkovým lešením a uloženo bylo celkem 18 000 m³ betonu od května 1970 do června 1972, což bylo na tu dobu vzhledem k faktu, že se současně budoval celý první úsek metra, skvělý výkon. Mostovky ulic Olbrachtova a Antala Staška jsou prefabrikované. Kamenné obklady stanice se nově upevňovaly metodou suché montáže. Díky všem těmto inovacím byla stanice postavena na dobové poměry velmi rychlým tempem. Otevření proběhlo 9. května 1974. Cestující mohli využívat venkovní eskalátory v této stanici od konce roku 1980. Dne 30. června 2004 zde byl zprovozněn i výtah pro imobilní osoby.
Od 19. ledna 2018 byl do odvolání uzavřen jižní vchod s eskalátory ze stanice Budějovická. Stalo se tak kvůli havarijnímu stavu zastřešení spadající pod DBK.
Dne 26. března 2018 aktivisté přelepili nápis s názvem stanice místo „Budějovická" na „Zpovykaná". Naráželi tak na výrok tehdejší primátorky města Adriany Krnáčové o pražských občanech, že jsou zpovykaní s dopravou.

## Okolí
- Budějovické náměstí

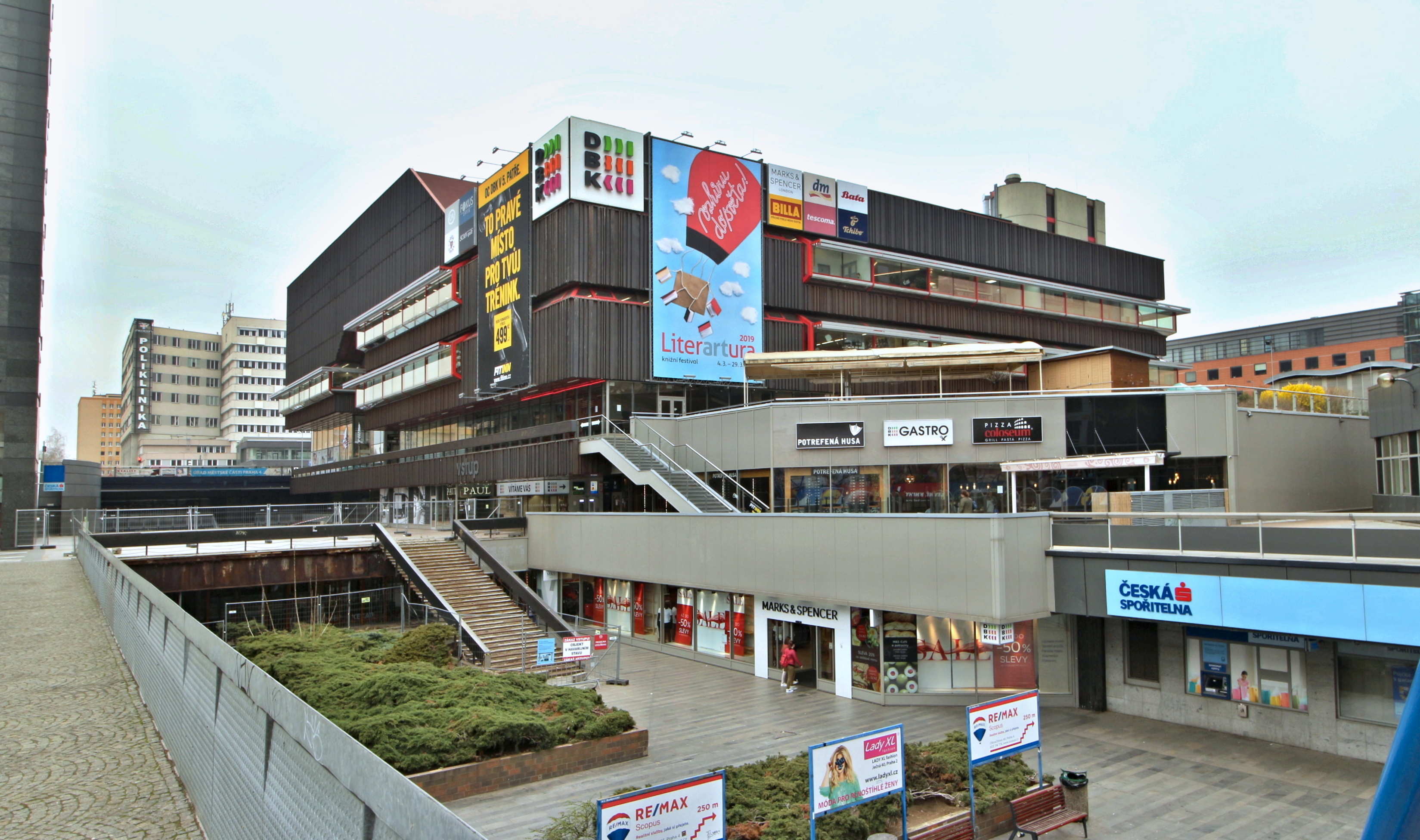
Dům bytové kultury v blízkosti metra

- Dům bytové kultury (DBK) Budějovická
- Nuselský hřbitov

## Fotogalerie

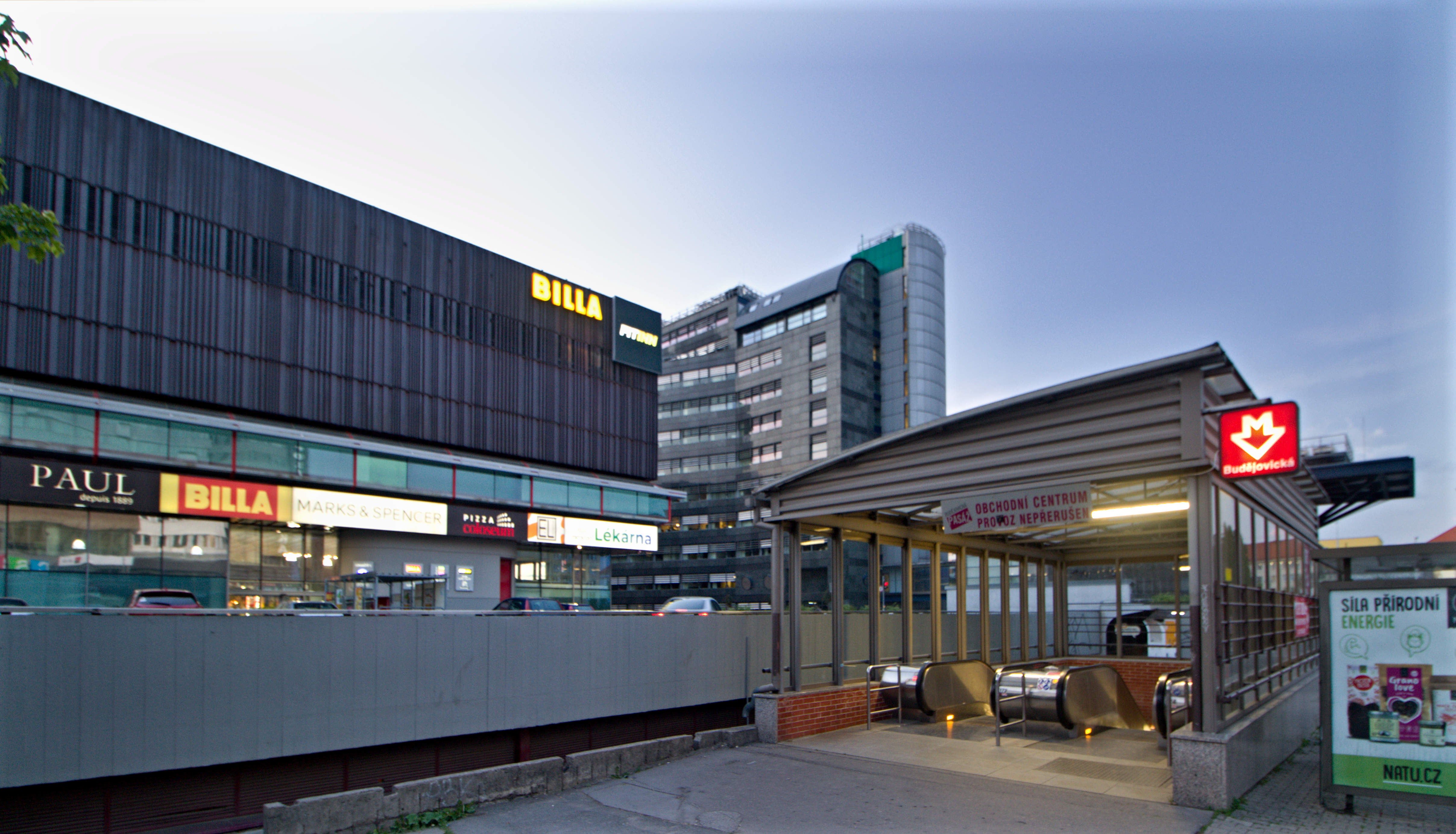
Vstup do stanice z ulice Antala Staška
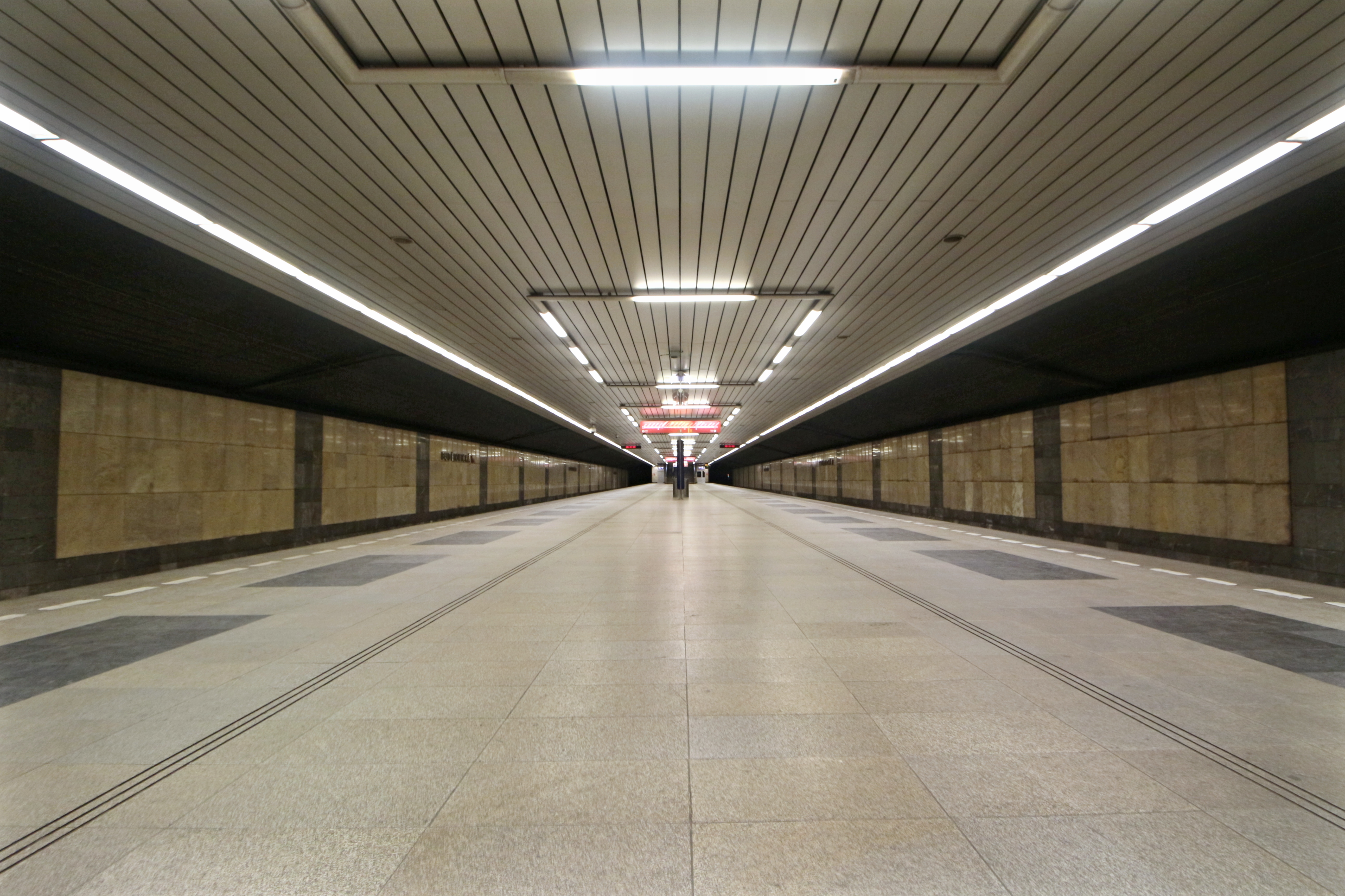
Nástupiště
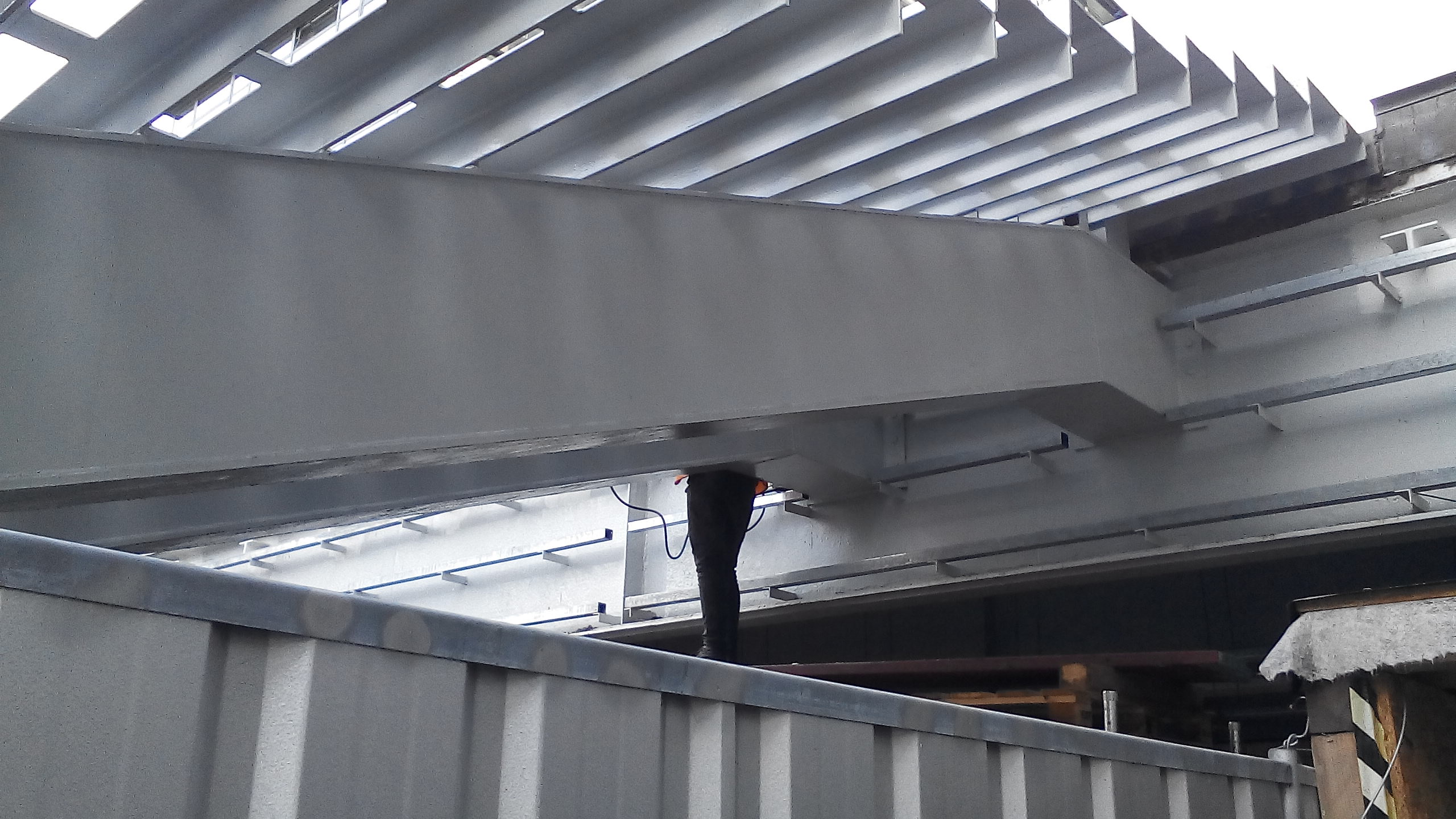
Mimořádně mocné nosníky běžného schodiště do Metra Budějovická jsou dimenzovány tak, aby unesly těžkou techniku, např. tanky.